# Ā'īneh Varzān
Ā'īneh Varzān (persiska: عين ورزان, آينه ورزان, ‘Eyn Varzān, آیينه ورزان) är en ort i Iran.   Den ligger i provinsen Teheran, i den centrala delen av landet, 70 km öster om huvudstaden Teheran. Ā'īneh Varzān ligger 2 146 meter över havet och antalet invånare är 889.
Terrängen runt Ā'īneh Varzān är kuperad söderut, men norrut är den bergig.Runt Ā'īneh Varzān är det ganska glesbefolkat, med 23 invånare per kvadratkilometer. Närmaste större samhälle är Damāvand, 13,9 km nordväst om Ā'īneh Varzān. Trakten runt Ā'īneh Varzān består i huvudsak av gräsmarker.